# Kulturhuset Najaden

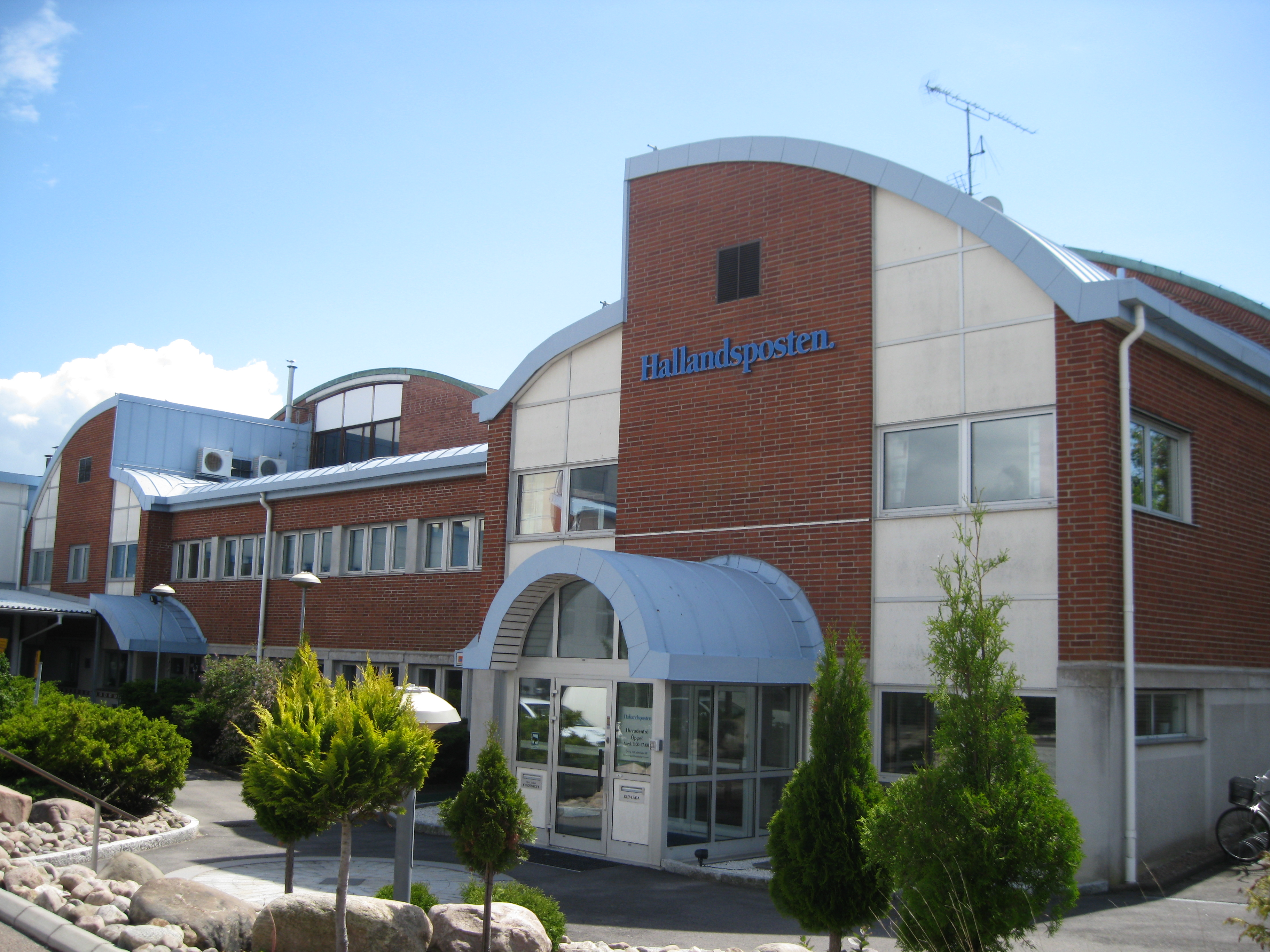
Kulturhuset Najaden på Söder, Hallandspostens officin 1974-2014

Kulturhuset Najaden är en byggnad vid Fiskaregatan på Söder i Halmstad, som sedan 2018 inrymmer Halmstads kulturskola, Vårdcentralen Najaden samt ett kommunalt kulturhus. Det uppfördes ursprungligen 1974 som officin för Hallandsposten.
Byggnaden ligger på Halmstads lägsta punkt, och utredningar som gjorts om 2020-talet har påvisat att läget är mycket utsatt vid framtida möjliga, häftigare än tidigare skyfall. Nuvarande verksamhet i byggnaden sker på basis av tillfälligt bygglov, som är giltigt till 2030. I samband med en igångsatt process för att fatta beslut om ett permanent byggnadslov, uppdagades att lagstiftningen - på grund av översvämningsrisken vid skyfall - troligen skulle lägga hinder för detta, varför Halmstads kommun beslöt att avbryta planprocessen. I stället fattades beslut om att lägga ned Kulturhuset Najaden och kulturskolan till senast 2030 och i stället utreda ny lämplig placering på annan plats i staden, möjligen på Österskans.